# كوهني + ناجل
كونة + ناجل أنترناشيونال أيه جي (أو إختصاراً كونة + ناجل ) هي شركة نقل وخدمات لوجستية عالمية مقرها في شنديليجي ، سويسرا. تأسست عام 1890، في بريمن ، ألمانيا، على يد أوغست كونة وفريدريش ناجل. وهي توفر الشحن البحري والشحن الجوي والخدمات اللوجستية التعاقدية والأعمال البرية. في عام 2010، كانت شركة كونة + ناجل شركة الشحن العالمية الرائدة، حيث استحوذت على ما يقرب من 15% من أعمال الشحن الجوي والبحري في العالم من حيث الإيرادات، متفوقة على شركات عالمية مثل دي إتش إل العالمية للشحن ، ودي بي شينكر لوجيستكس ، و بانالبينا . اعتبارًا من عام 2022، أصبح لديها ما يقرب من 1300 مكتبًا في 106 دولة، ويعمل بها أكثر من 78000 موظف. 

## أنظر أيضاً
- مدرسة كوهني للوجستيات والإدارة
- شحن البضائع